# Майкл Томас Басс молодший
Майкл Томас молодший Басс (англ. Michael Thomas Bass, Jr., 6 липня 1799 — 29 квітня 1884) — британський пивовар, член Палати общин Великої Британії з 1847 по 1883 роки, що активно захищав в своїй діяльності в парламенті пивоварну промисловість. Був щедрим меценатом для Бертон-апон-Трент і Дербі, в яких знаходилася його компанія.

## Пивоварна кар'єра і особисте життя
Басс народився 1799 року в Бертон-апон-Тренті в сім'ї пивоварів — його дід, Вільям Басс, заснував Bass Brewery в 1777 році, а батько, Майкл Томас Басс-старший, розширив виробництво і став найбільшим експортером до Росії. Його мати, Сара Хоськинс (англ. Sarah Hoskins), була дочкою Абрама Хоськинса (англ. Abraham Hoskins), відомого в Бертоне юріста.
Басс закінчив в рідному місті школу грамоти, а вчення завершив в Ноттінгеме. У 18 років він почав брати участь в родинному бізнесі — на посаді підмайстра; в цей час справи йшли не дуже добре, оскільки торгівля з Росією внаслідок Наполеоновських воєн була неможливою. Проте, в 1820е піднімалися продажі індійського світлого еля в Південно-східній Азії.
У 1827 році Басс узяв контроль над компанією, продовживши робити акцент на експорті до Азії. До 1832-33 компанія експортувала 5000 бочок пива, що представляло 40 % її випуску в той год. Прокладка залізниці в 1839 році сприяла зростанню бізнесу завдяки зниженню транспортних витрат; у 1830е в компанії були агенти в Лондоне, Ліверпуле, Сток-он-Тренте і Бірмінгеме. До 1880х кількість агентів зросла до 21 в Великої Британії і ще одного в Париже. Під керівництвом Басса виробництво і продажі компанії раслі; 340 000 бочок в 1860 році і близько мільйона в кінці 1870х. До 1881 року в компанії були три пивоварні.
У 1835 році Басс одружувався на Елізі Джейн Арден (англ. Eliza Jane Arden); у них були два сини і дві дочки. Їх старший син, Майкл Басс, перейняв управління компанією і отримав перство. Інший син, Хамар Альфред Басс (англ. Hamar Alfred Bass) був вибраний членом парламенту, але через проблеми з азартними іграми від управління компанією був усунутий. Дочка Емілі вийшла заміж за сера Уїльяма Плоудена (англ. sir William Plowden), а інша, Аліса — за Джорджа Четвуда (англ. sir George Chetwode) і стала матір'ю фельдмаршала Філіппа Четвуда.

## Членство в парламенті
Вперше Басс був вибраний до парламенту від Дербі в 1848 році і продовжував обиратися до 1883 року. У його некролозі в Brewers Journal говорилося, що він був відоміший в Палаті громад за регулярні відвідини, ніж за подвиги в красномовстві. Він виступав в ролі адвоката пивоварної індустрії, проти законопроєктів, направлених на боротьбу з алкоголем. Басс був лібералом, підтримував вільну торгівлю, низькі податки і поліпшення рівня життя робочого класу. Він просував звільнення від арешту малих боржників. Його законопроєкт проти вуличних шарманщиків через пов'язані з ними незручності виявився менш успішним.
Басс був відомим меценатом; автори його некрологів оголошували, що його пожертвування сумарно склали ₤80 000, і він дав Дербі нову бібліотеку (засновану спільно з музєєм і художньою галереєю Дербі), художню школу, територію для відпочинку та купальні.
Вільям Гладстон пропонував Бассу перство, від якого той відмовився, щоб мати можливість залишитися в Палаті общин.